# オホーツク流氷館

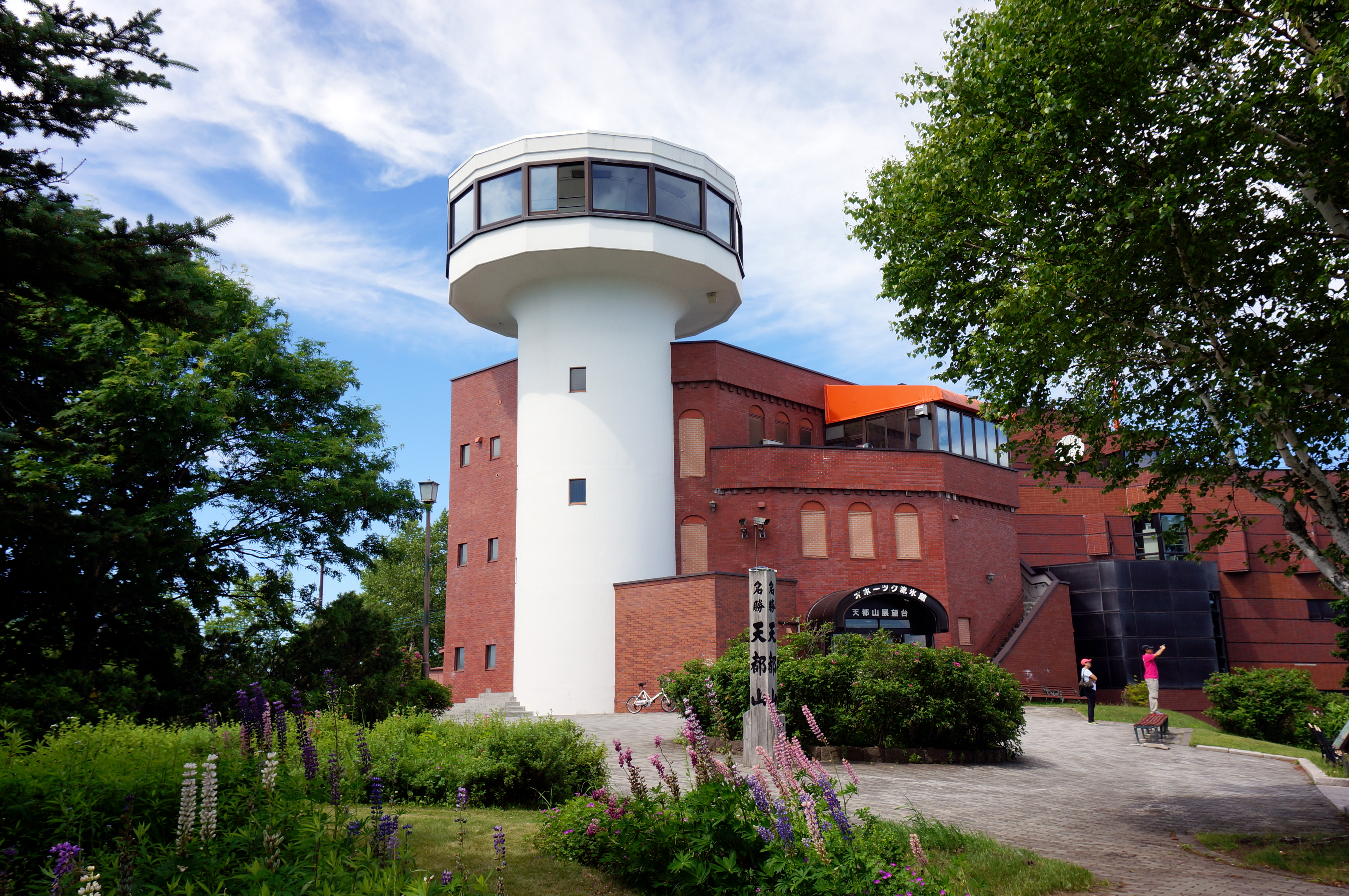
2015年7月31日までの旧館

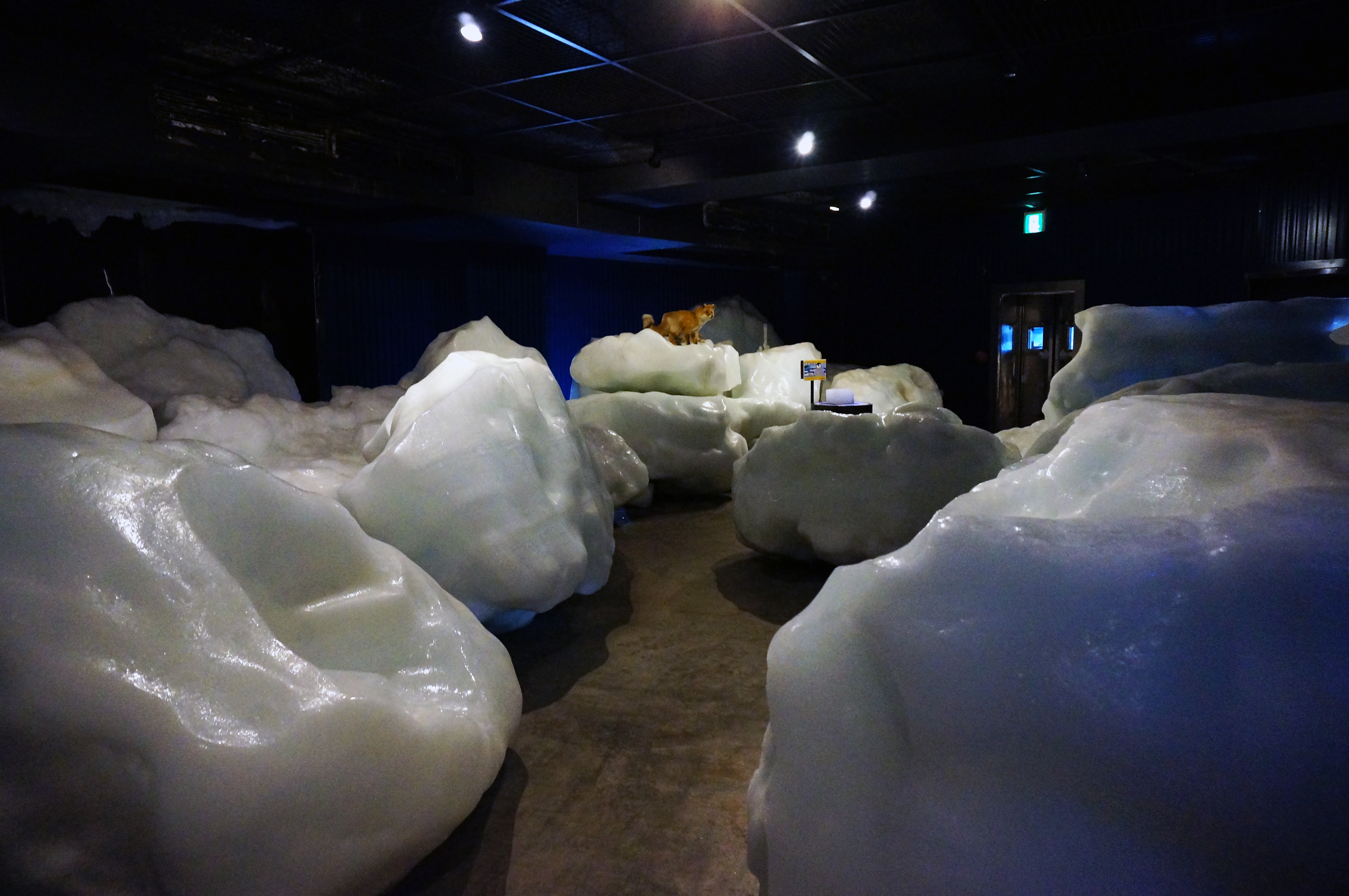
展示室5 - 流氷とシバレ体験

オホーツク流氷館（オホーツクりゅうひょうかん）は北海道網走市の天都山山頂にある流氷とオホーツク海をテーマとする網走市立の科学館。実物のオホーツク海の流氷を展示し、その発生の仕組み等を紹介する。そのほか、流氷の海に生息する、"流氷の天使"クリオネやフウセンウオなどの海洋生物を飼育展示する。
館建物には天都山展望台が併設されている。旧館の老朽化などにより建て替え工事が行われ、2015年（平成27年）8月1日より新館にて営業を行う。
2022年（令和4年）から展示エリアの刷新が行われ、2023年（令和5年）1月20日にリニューアルオープンすることになった。

## 館内施設

### 新館

#### BF
- プロジェクションマッピング
- オホーツクの生き物たち
- 流氷幻想シアター
- 流氷体感テラス

#### 1F
- 受付
- 観光コーナー
- ミュージアムショップ
- カフェデクリオネ

#### 2F
- 展望ギャラリー
- イタリアンレストラン ドルチェアクア

#### 3F
- 展望テラス

### 旧館

#### 1F
- 展示室1 - 流氷の海交流の海原
  - 北海道と大陸の関わり、オホーツク海の地理や歴史をビジュアルに紹介
- 展示室2 - オホーツク流氷シアター「オホーツク物語・あばしり」
  - 網走の四季を110インチの大画面で臨場感溢れるハイビジョン映像で紹介
- 展示室3 - 海が凍る不思議
  - 北半球の模型や、流氷のスライス模型、解説パネルで流氷の誕生から消えるまで

#### 2F
- 展示室4 - 流氷の海のいきもの
  - 流氷の天使クリオネやフウセンウオ、ナメダンゴを水槽で常時展示
- 展示室5 - 流氷とシバレ体験
  - マイナス15度の室内で濡れたタオルが棒のように凍る「シバレ体験」

#### 3F
- レストラン
- 天都山展望台

## 利用案内
開館時間
- 8:00 - 18:00（夏季5月 - 10月）
- 9:00 - 16:30（冬季11月 - 4月）
  - 10:00 - 15:00（12月29日 - 1月5日）

最終入館は閉館時間の30分前。
入館料
|            | 通常  | 団体割引 （全体で20名様以上）障がい者 | 網走市民 年間パスポート |
| ---------- | ----- | ------------------------------------- | ----------------------- |
| 大人       | 990円 | 790円                                 | 1,100円                 |
| 高校生     | 880円 | 700円                                 | 880円                   |
| 小・中学生 | 770円 | 610円                                 | 660円                   |

## 交通アクセス
- JR石北本線・釧網本線網走駅から網走バス「天都山方面」行きで16分、「オホーツク流氷館」バス停下車、徒歩2分

## 周辺
- 北海道立北方民族博物館
- 北海道立オホーツク公園（てんとらんど）
- レークビュースキー場
- 網走監獄博物館